# 수안 (가수)
수안 (본명: 안수민, 영어: Swan, 1994년 5월 6일 ~ )은 대한민국의 가수이다.

## 학력
- 서울공연예술고등학교 (졸업)
- 호원대학교 실용음악과 (졸업)

## 음반 목록

### 정규 앨범
- 2022 : 《시샘달》

### 미니 앨범
- 2016 : 《The 1st Mini Album 'I'》
- 2016 : 《The 2nd Mini Album 'swan'》

### 디지털 싱글
- 2019 : 〈Who Am I〉
- 2019 : 〈잘 있니〉
- 2020 : 〈사랑해 Feat.소수빈〉
- 2020 : 〈Call This Love〉
- 2021 : 〈빈자리〉
- 2021 : 〈똑같은 이별인데, 너도 참 아플 텐데〉
- 2021 : 〈잘 있니 (With 폴킴〉

### OST
- 2021 : 〈요즘 내 마음〉 - 《우리, 사랑했을까》 OST Part

### 참여 앨범
- 2021: HYUNKI 〈와인 같은 너〉